# 10-я танковая дивизия (ФРГ)
10-я танковая дивизия (нем. 10. Panzerdivision) —  механизированное соединение Сухопутных войск Германии, штаб дивизии дислоцируется в Файтсхёххайме.
Дивизия является основой сил стабилизации бундесвера и специализируется на конфликтах низкой интенсивности. В подчинении дивизии находится немецкий компонент смешанной франко-германской бригады.

## Структура
- Штаб и рота поддержки, Файтсхёххайм, Нижняя Франкония.[4]
- 131-й отдельный самоходный артиллерийский дивизион (Artilleriebataillon 131), Вайден-ин-дер-Оберпфальц. (16 единиц 155-мм самоходных гаубиц PzH 2000, 8 единиц РСЗО M270, БПЛА KZO и два контрбатарейных радара Euro-Art COBRA)
- 345-й отдельный учебный самоходный артиллерийский дивизион (Artillerielehrbataillon 345), Идар-Оберштайн. (24 единицы 155-мм самоходных гаубиц PzH 2000, 8 единиц РСЗО M270, БПЛА KZO и два контр-батарейных радара Euro-Art COBRA)
- 10-й батальон связи, Файтсхёххайм
- 10-й батальон поддержки операций (резервный), Файтсхёххайм
- 905-й инженерный батальон (резервный), Ингольштадт
- 12-я танковая бригада (Panzerbrigade 12), Кам.
  - Штаб и рота поддержки, Кам.
  - 8-й разведывательный батальон (Aufklärungsbataillon 8), Фрайунг. (БРМ Феннек и БПЛА KZO)
  - 8-й горный танковый батальон (резервный) (Gebirgspanzerbataillon 8), Пфраймд. (44 единицы Leopard 2A6)
  - 104-й танковый батальон (Panzerbataillon 104), Пфраймд. (44 единицы Leopard 2A6)
  - 112-й мотопехотный батальон (Panzergrenadierbataillon 112), Реген. (44 единицы БМП Пума)
  - 122-й мотопехотный батальон (Panzergrenadierbataillon 122), Оберфихтах. (44 единицы БМП Пума)
  - 363-й танковый батальон (Panzerbataillon 363), Хардхайм
  - 4-й инженерный батальон (Panzerpionierbataillon 4), Боген.
  - 4-й батальон снабжения (Versorgungsbataillon 4), Родинг.
  - Рота связи, Кам

- 37-я мотопехотная бригада (Panzergrenadierbrigade 37), Франкенберг.
  - Штаб и рота поддержки, Франкенберг.
  - 13-й разведывательный батальон (Aufklärungsbataillon 13), Гота. (БРМ Феннек и БПЛА KZO)
  - 212-й мотопехотный батальон (Panzergrenadierbataillon 212), Аугустдорф
  - 371-й мотопехотный батальон (Panzergrenadierbataillon 371), Мариенберг. (44 единицы БМП Пума)
  - 391-й мотопехотный батальон (Panzergrenadierbataillon 391), Бад-Зальцунген. (44 единицы БМП Пума)
  - 393-й танковый батальон (Panzerbataillon 393), Бад-Франкенхаузен-Кифхойзер
  - 909-й мотопехотный батальон (резервный) (Panzergrenadierbataillon 909), Мариенберг
  - 701-й инженерный батальон (Panzerpionierbataillon 701), Гера.
  - 131-й батальон снабжения (Versorgungsbataillon 131), Бад-Франкенхаузен-Кифхойзер.
  - Рота связи, Франкенберг
- Франко-германская бригада
  - Штаб, Мюлльхайм
  - 3-й гусарский полк (3e Régiment de Hussards), Мец
  - 1-й пехотный полк (1er Régiment d'Infanterie), Сарбур
  - 291-й мотопехотный батальон, Илькирш-Граффенштаден
  - 295-й артиллерийский дивизион, Штеттен-ам-Кальтен-Маркт
  - 550-я инженерная рота, Штеттен-ам-Кальтен-Маркт
  - Батальон снабжения, Мюлльхайм

## Перспективная структура
- Управление дивизии
  - 345-й артиллерийский дивизион
  - 230-й разведывательный батальон
  - 10-й батальон связи
  - 4-й инженерно-сапёрный батальон
  - 8-й батальон тылового обеспечения
- 12-я танковая бригада
  - 112-й мотопехотный батальон
  - 122-й мотопехотный батальон
  - 104-й танковый батальон
  - 363-й танковый батальон
  - 8-й разведывательный батальон
  - Н-й артиллерийский дивизион
  - 8-й инженерно-сапёрный батальон
  - 4-й батальон тылового обеспечения
- 37-я мотопехотная бригада
  - 371-й мотопехотный батальон
  - 391-й мотопехотный батальон
  - 212-й мотопехотный батальон
  - 393-й танковый батальон
  - 13-й разведывательный батальон
  - 131-й артиллерийский дивизион
  - 701-й инженерно-сапёрный батальон
  - 131-й батальон тылового обеспечения
- Франко-германская бригада
  - 291-й пехотный батальон
  - 292-й пехотный батальон
  - 295-й артиллерийский дивизион
  - 550-й инженерно-сапёрный батальон
  - Франко-германский батальон тылового обеспечения
- 13-я нидерландская лёгкая пехотная бригада[5]